# 新書漢文大系
『新書漢文大系』（しんしょかんぶんたいけい）は、明治書院で出版している中国古典の原文と解釈と注解を併せた叢書『新釈漢文大系』の新書（抜粋）版。

## 概要
新書判・並製・カバー装。新釈漢文大系をよりわかりやすく、コンパクトな形に編集したもの。総読み仮名の付いた書き下し文と通釈（解釈）を対応させ、その背景などについても解説している。
- 初版（全10巻）は1996年。
- 新版（全40巻）は2002年より2019年[1]。初版の書目へ30巻を加えた。

## 収録書目
| 第1巻  | 『論語』（新）、2002年。ISBN 4625663105。                 |
| 第2巻  | 『老子』（新）、2002年。ISBN 4625663113。                 |
| 第3巻  | 『孫子・呉子』（新）、2002年。ISBN 4625663121。           |
| 第4巻  | 『十八史略』（新）、2002年。ISBN 9784625663130。          |
| 第5巻  | 『戦国策』（新）、2002年。ISBN 9784625663147。            |
| 第6巻  | 『唐詩選』（新）、2002年。ISBN 4625663156。               |
| 第7巻  | 『日本漢詩』（新）、2002年。ISBN 4625663164。             |
| 第8巻  | 『古文真宝』（新）、2002年。ISBN 4625663172。             |
| 第9巻  | 『文章軌範』（新）、2002年。ISBN 4625663180。             |
| 第10巻 | 『唐代伝奇』（新）、2002年。ISBN 4625663199。             |
| 第11巻 | 『孟子』2002年。ISBN 4625663202。                         |
| 第12巻 | 『荘子』2002年。ISBN 4625663210。                         |
| 第13巻 | 『韓非子』2002年。ISBN 4625663229。                       |
| 第14巻 | 『史記〈列伝〉』2002年。ISBN 4625663237。                 |
| 第15巻 | 『詩経』2002年。ISBN 4625663245。                         |
| 第16巻 | 『古文真宝〈前集〉』2003年。ISBN 4625663253。             |
| 第17巻 | 『史記〈本紀〉』2003年。ISBN 4625663261。                 |
| 第18巻 | 『史記〈列伝二〉』2003年。ISBN 462566327X。               |
| 第19巻 | 『文選〈詩篇〉』2003年。ISBN 4625663288。                 |
| 第20巻 | 『文選〈賦篇〉』2003年。ISBN 4625663296。                 |
| 第21巻 | 『世説新語』2003年。ISBN 9784625663307。                  |
| 第22巻 | 『伝習録』2003年。ISBN 4625663318。                       |
| 第23巻 | 『楚辞』2004年。ISBN 4625663326。                         |
| 第24巻 | 『列子』2004年。ISBN 4625663334。                         |
| 第25巻 | 『荀子』2004年。ISBN 4625663342。                         |
| 第26巻 | 『文選〈賦篇二〉』2004年。ISBN 4625663350。               |
| 第27巻 | 『孔子家語』2004年。ISBN 4625663369。                     |
| 第28巻 | 『蒙求』2005年。ISBN 4625663407。                         |
| 第29巻 | 『論衡』2005年。ISBN 4625663415。                         |
| 第30巻 | 『唐宋八大家文読本 〈韓愈〉』2006年。ISBN 4625663547。    |
| 第31巻 | 『史記 〈世家〉』2006年。ISBN 4625663555。                |
| 第32巻 | 『史記 〈世家二〉』2006年。ISBN 4625663563。              |
| 第33巻 | 『墨子』2007年。ISBN 9784625664021。                      |
| 第34巻 | 『淮南子』2007年。ISBN 9784625664038。                    |
| 第35巻 | 『文選 〈文章篇〉』2007年。ISBN 9784625664045。           |
| 第36巻 | 『史記 〈列伝三〉』2014年。ISBN 9784625664274。           |
| 第37巻 | 『史記 〈列伝四〉』2016年。ISBN 9784625664281。           |
| 第38巻 | 『史記 〈列伝五〉』2017年。ISBN 9784625664298。           |
| 第39巻 | 『唐宋八大家文読本 〈蘇軾〉』2018年。ISBN 9784625664304。 |
| 第40巻 | 『易経』2019年。ISBN 9784625664311。                      |

## 関連事項
- 新釈漢文大系 - 同じ出版社からの企画。新書漢文大系は、新釈漢文大系の作品を抜粋し簡略化したもの。